# Świadkowie Jehowy w Serbii
Świadkowie Jehowy w Serbii – społeczność wyznaniowa w Serbii, należąca do ogólnoświatowej wspólnoty Świadków Jehowy, licząca w 2023 roku 3733 głosicieli, należących do 60 zborów. W 2023 roku na dorocznej uroczystości Wieczerzy Pańskiej zgromadziło się 6906 osób. Działalność miejscowych głosicieli oraz Świadków Jehowy w Czarnogórze koordynuje Biuro Oddziału w Belgradzie.

## Historia

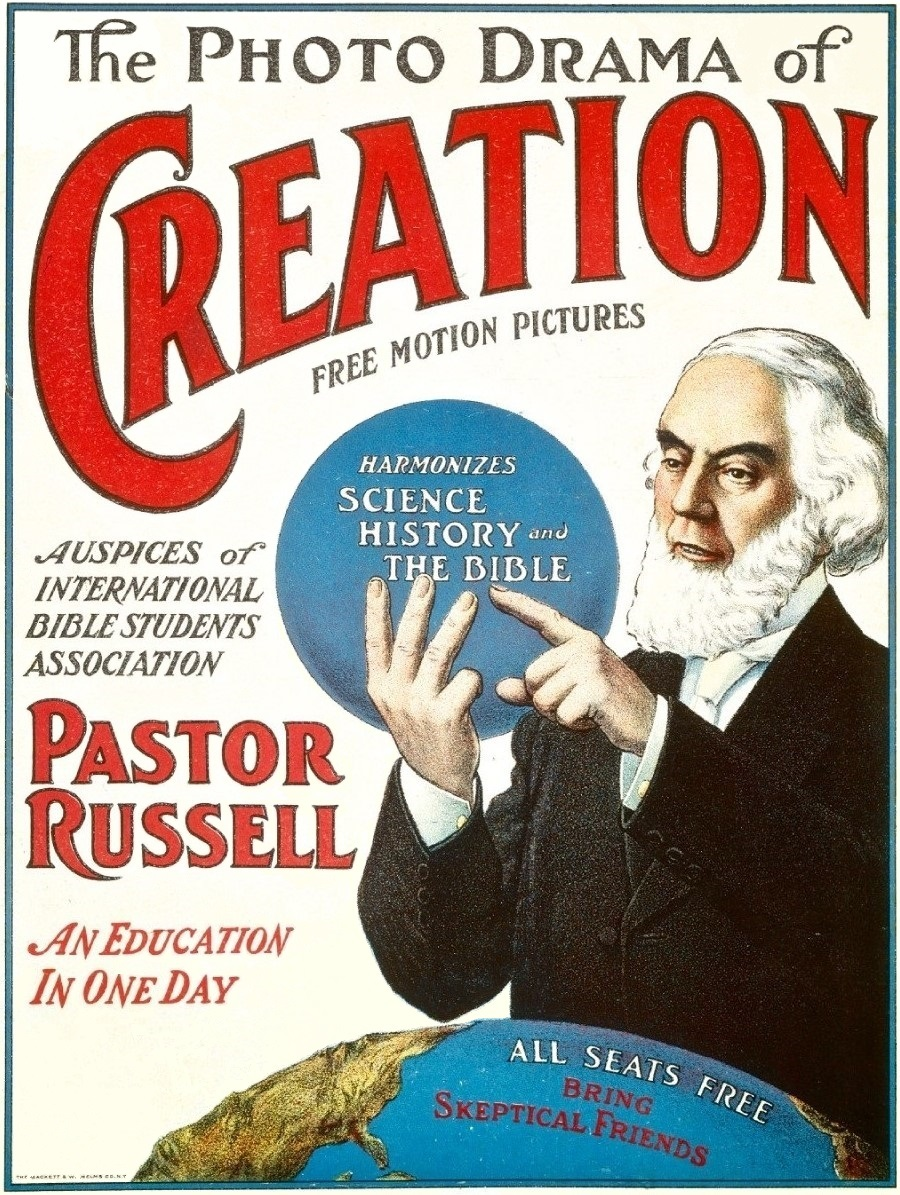
W 1931 roku rozpoczęto wyświetlanie Fotodramy stworzenia w serbskich miastach

### Początki
W latach 20. XX w. działalność na terenie Królestwa Jugosławii nadzorowało rumuńskie Biuro Oddziału założone w roku 1920 w Klużu. Działalność na terenie dzisiejszej Serbii zapoczątkowano w trzeciej dekadzie XX wieku w Wojwodinie w okolicach miasta Apatin. W 1925 roku w rodzinne strony powrócił Franz Brand, który z wierzeniami Badaczy Pisma Świętego zetknął się w 1922 roku w Innsbrucku w Austrii, dokąd udał się w poszukiwaniu pracy. Przyłączył się on do małej grupki osób studiujących Biblię, która publikacje biblijne otrzymywała od krewnych ze Stanów Zjednoczonych. Przetłumaczono dwie broszury na język serbski, jednak wkrótce grupa ta poza Franzem Brandem odłączyła się od Badaczy Pisma Świętego.
Po przeprowadzce do Mariboru Brand zorganizował grupę studium Biblii, która 9 września 1930 zarejestrowała korporację „Latarnia Morska – Stowarzyszenie Badaczy Pisma Świętego w Królestwie Jugosławii”. Dzięki tej korporacji prawnej można było urządzać zebrania religijne oraz prowadzić działalność kaznodziejską.
W roku 1931 w większych miastach Królestwa Jugosławii wyświetlano „Fotodramę stworzenia”, która wzbudzała duże zainteresowanie. Później wyświetlano też film Dramat stworzenia. W roku 1933 szeregi Świadków Jehowy zasilili współwyznawcy z Niemiec, którzy na skutek zaciekłych prześladowań opuścili swoją ojczyznę – był wśród nich m.in. Martin Pötzinger. Alfred Tuček, dyrygent orkiestry gwardii królewskiej z Mostaru wraz z żoną Friedą i jako pionierzy dzielili się z ludźmi wiedzą biblijną na terenie całej Jugosławii – w tym i w Serbii. W 1935 roku w Mariborze odbył się kongres, w którym uczestniczyli głosiciele z Austrii. W tym też roku Biuro Oddziału przeniesiono z słoweńskiego Mariboru do stolicy Serbii – Belgradu. W 1936 roku delegaci uczestniczyli w międzynarodowym kongresie w Lucernie.

### Okres prześladowań
W sierpniu 1936 roku działalność Świadków Jehowy została oficjalnie zakazana. Władze opieczętowały Sale Królestwa oraz skonfiskowały znalezioną literaturę. Zebrania religijne przeprowadzano w domach prywatnych. Zamierzano też uniemożliwić głoszenie. Pionierzy z Niemiec, mimo że byli wielokrotnie aresztowani, w dalszym ciągu prowadzili działalność kaznodziejską. Rozpowszechniano wówczas broszurę w języku serbskim Sędzia Rutherford demaskuje piątą kolumnę, która bezpośrednio piętnowała wsparcie udzielone faszystowskim władzom przez Kościół katolicki. Kilku zagranicznych pionierów wydalono z kraju, a dla wydawców broszury prokurator żądał kary od 10 do 15 lat więzienia.
6 kwietnia 1941 roku wojska niemieckie zaatakowały Jugosławię. W wyniku intensywnych nalotów Biuro Oddziału w Belgradzie uległo zniszczeniu i zostało zamknięte. Druk i dostarczanie literatury biblijnej zorganizowano w Zagrzebiu. Z Chorwacji do Serbii literaturę przewoził kolejarz serbskiego pochodzenia, Stevan Stanković. Został złapany przez policję i trafił do obozu koncentracyjnego w Jasenovacu, gdzie zmarł. Literaturę biblijną do zborów dostarczał również Mihovil Balković, który kilkukrotnie był aresztowany. Zginął pod koniec wojny w listopadzie 1944 roku, gdy z domu zabrali go partyzanci i ścięli.
W Serbii faszyści utworzyli obozy koncentracyjne. W obozie w Borze uwięziono ponad 150 Świadków Jehowy z Węgier i z Rumunii.
W całym kraju zebrania religijne urządzano potajemnie w małych grupach.
Po wojnie, we wrześniu 1946 roku aresztowano 18 Świadków Jehowy. Po pięciomiesięcznym śledztwie w lutym 1947 oskarżono ich o próbę obalenia socjalizmu i przywrócenia ustroju kapitalistycznego pod kierownictwem Stanów Zjednoczonych. Na kary od roku do 15 lat więzienia skazano 14 Świadków Jehowy, a Rudolfa Kalle, Dušana Mikića i Edmunda Stropnika na karę śmierci przez rozstrzelanie. Po protestach współwyznawców z zagranicy karę śmierci zamieniono na 20 lat więzienia. W 1949 roku w Jugosławii zanotowano liczbę 460 głosicieli, w 1950 – 517, a rok później 601.

### Legalizacja i rozwój
9 września 1953 roku Socjalistyczna Federalna Republika Jugosławii pod rządami marszałka Tito oficjalnie zarejestrowała Chrześcijańską Wspólnotę Religijną Świadków Jehowy. Rejestracja pozwalała zgromadzać się w wyznaczonych salach i rozsyłać literaturę biblijną, lecz nie można było prowadzić działalności kaznodziejskiej od domu do domu, za którą groziły grzywny. Dlatego głoszono potajemnie i nieoficjalnie. Dalej też młodzi Świadkowie Jehowy odbywali kilkuletnie wyroki więzienia za odmowę podjęcia służby wojskowej.
W 1957 roku w Zagrzebiu w dawnym warsztacie przerobionym na Salę Królestwa miał miejsce pierwszy powojenny kongres dla jugosłowiańskich Świadków Jehowy. W tym też roku w Belgradzie zakupiono budynek, w którym urządzono Salę Królestwa oraz lokalne biuro. W 1958 roku w Chorwacji powielano publikacje religijne dla głosicieli z całej Jugosławii. W roku 1960 zbory zaczęli odwiedzać nadzorcy obwodu, początkowo w weekendy, a później pełnoczasowo. Austriackie Biuro Oddziału umacniało współwyznawców pod względem organizacyjnym.
W 1967 roku w kongresie pod hasłem „Dzieło czynienia uczniów” w Klagenfurcie w Austrii uczestniczyło 889 jugosłowiańskich głosicieli. Rok później w austriackim Villach odbył się kolejny kongres, pod hasłem „Dobra nowina dla wszystkich narodów” dla Świadków Jehowy z Jugosławii, w którym uczestniczyło 2319 osób. W 1969 roku zorganizowano ośmiodniowy kongres międzynarodowy pod hasłem „Pokój na ziemi” w Norymberdze w Niemczech. Program był przedstawiany również w językach serbsko-chorwackim oraz słoweńskim. Od tego okresu aż do rozpadu Związku Radzieckiego literaturę biblijną drukowaną w Niemczech dla bułgarskich współwyznawców potajemnie przewożono przez Serbię.
W roku 1980 w Wiedniu odbył się kongres pod hasłem „Miłość Boża” dla Świadków Jehowy z Jugosławii. Po korzystnym wyroku Sądu Najwyższego z 13 lipca 1983 roku rzadziej dochodziło do aresztowań głosicieli i konfiskat ich publikacji.

### Po rozpadzie Jugosławii
Od 16 do 18 sierpnia 1991 roku w Zagrzebiu odbył się pierwszy w Jugosławii kongres międzynarodowy pod hasłem „Lud miłujący wolność Bożą”. Zebrały się 14 684 osoby, w tym współwyznawcy z Serbii. W 1992 roku w Belgradzie otwarto nowe biuro, przy ulicy Milorada Mitrovicia. Z Chorwacji do Serbii skierowano małżeństwo Helen i Daniela Nizanów misjonarzy, absolwentów Szkoły Gilead, którzy pomogli w zorganizowaniu pracy biura. Po blisko 50 latach w Belgradzie ponownie tłumaczono literaturę biblijną na język serbski. Pod koniec roku 1995 prace przeniesiono do nowego, większego biura. Trzyosobowy Komitet Kraju sprawował nadzór nad działalności w Serbii i Czarnogórze.
W 1992 roku współwyznawcy z Bośni i Hercegowiny otrzymali pomoc humanitarną zorganizowaną przez austriackie Biuro Oddziału, przekazaną poprzez biuro w Belgradzie na tereny Bośni kontrolowane przez siły serbskie. Do pomocy w prowadzeniu działalności kaznodziejskiej skierowano pionierów specjalnych z Włoch.
W okresie wojny trwającej po rozpadzie Jugosławii w zakładach karnych z powodu neutralnej postawy wobec konfliktów narodowościowych przebywało 21 serbskich głosicieli.
23 lipca 1999 roku na zgromadzeniu okręgowym pod hasłem „Prorocze słowo Boże” w Belgradzie ogłoszono wydanie „Chrześcijańskich Pism Greckich w Przekładzie Nowego Świata” w języku serbskim. Pełny przekład Biblii w „Przekładzie Nowego Świata” w języku serbskim, zapisywany zarówno grażdanką, jak i alfabetem łacińskim, ukazał się w roku 2006. 25 kwietnia 2020 roku Mark Sanderson, członek Ciała Kierowniczego, ogłosił w nagranym wcześniej przemówieniu wydanie zrewidowanego Pisma Świętego w Przekładzie Nowego Świata w języku serbskim (zapisywanego zarówno grażdanką, jak i alfabetem łacińskim), a także chorwackim. W związku z pandemią COVID-19 zorganizowano specjalne zebranie w trybie wideokonferencji. W Serbii, Bośni i Hercegowinie, Chorwacji oraz Czarnogórze uczestniczyło w nim łącznie 12 705 osób (w tym 5629 osób w Serbii i Czarnogórze). W latach 2006–2020 wydrukowano ponad 110 tysięcy egzemplarzy Pisma Świętego w Przekładzie Nowego Świata w języku serbskim. Językiem tym na całym świecie posługuje się około 4000 głosicieli.

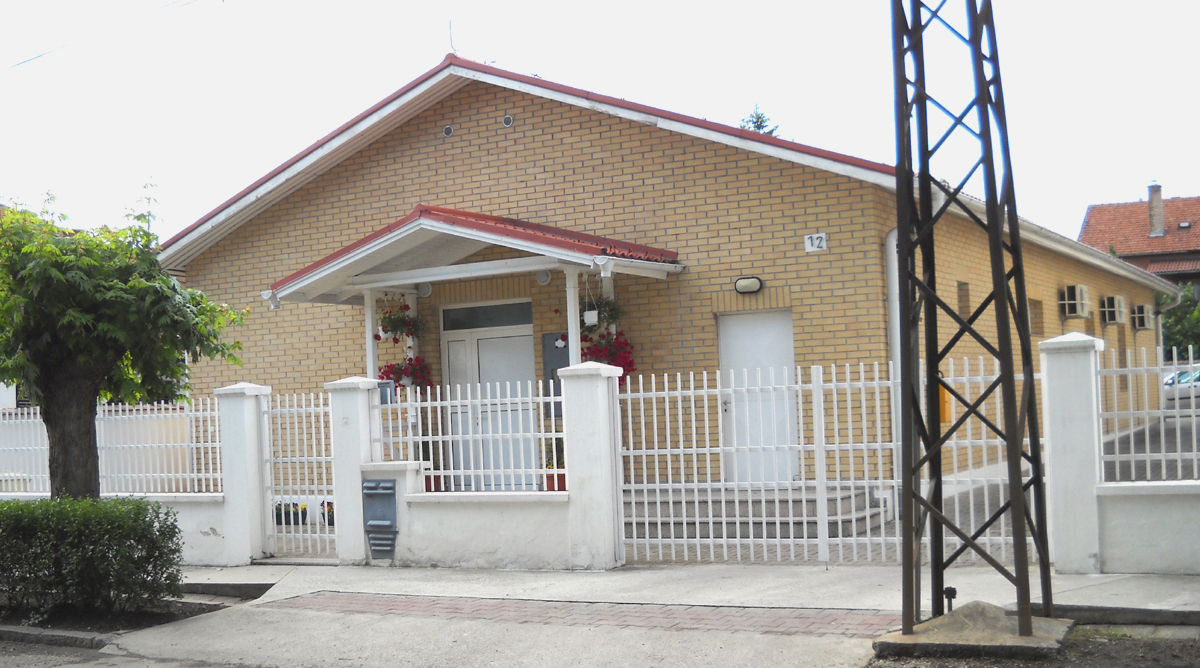
Jedna z Sal Królestwa (Nowy Sad)

9 kwietnia 2001 roku Federalne Ministerstwo Spraw Wewnętrznych zabroniło importu literatury biblijnej. W okresie tym dochodziło do agresywnego zachowania wobec głosicieli, a także zdemolowano kilka Sal Królestwa. Świadkowie Jehowy w Serbii mogli się legalnie spotykać i prowadzić działalność kaznodziejską, zachowując jednak ostrożność. Import literatury religijnej przywrócono w roku 2007.
W 2006 roku w stolicy powstała grupa chińskojęzyczna.
W 2008 roku działało w Serbii 3918 głosicieli. Pod koniec roku 2009 i na początku 2010 do kraju dotarli kolejni misjonarze, ze 127 i 128 klasy Szkoły Gilead.
8 lutego 2010 roku prawnie zarejestrowano Chrześcijańską Społeczność Religijną Świadków Jehowy w Serbii. Wiosną 2014 roku niemieccy współwyznawcy zorganizowali pomoc humanitarną dla poszkodowanych przez powódź. W lipcu 2015 roku delegacja Świadków Jehowy z Serbii brała udział w kongresie specjalnym pod hasłem „Naśladujmy Jezusa!” w Sofii w Bułgarii, a niektóre punkty programu z kongresu specjalnego w Zagrzebiu były transmitowane na kongres w Belgradzie. W czerwcu 2017 roku delegacja Świadków Jehowy z Serbii uczestniczyła w kongresie specjalnym pod hasłem „Nie poddawaj się!” w Wiedniu, latem 2019 roku w kongresie międzynarodowym pod hasłem „Miłość nigdy nie zawodzi!” w Saint Louis, a w 2024 roku w kongresie specjalnym pod hasłem „Głośmy dobrą nowinę!” w Zurychu. Od 17 do 26 maja 2024 roku ponad 600 głosicieli z Serbii i Czarnogóry wzięło udział w specjalnej kampanii głoszenia na odległych terenach Serbii. Była to pierwsza od ponad 20 lat taka kampania zorganizowana w tym kraju.
Zebrania odbywają się w językach: serbskim, serbskim migowym, romani, rumuńskim, angielskim i węgierskim.
Serbskie Biuro Oddziału nadzoruje tłumaczenie literatury biblijnej na język czarnogórski, rumuński, romani, serbski (alfabety łaciński i cyrylica) oraz na serbski język migowy. Nagrywa także publikacje audio i filmy w tych językach oraz transkrybuje serbskie publikacje na brajla.

## Statystyki

### Liczba głosicieli (w tym pionierów)
Dane na podstawie oficjalnych raportów o działalności:
- najwyższa liczba głosicieli osiągnięta w danym roku służbowym[c] (liczby nad słupkami na wykresie)
- przeciętna liczba pionierów w danym roku służbowym (ciemniejszym odcieniem, liczby na słupkach wykresu, od 2017 roku tylko pionierów pełnoczasowych, bez pomocniczych)